# Pârvești
Pârvești – wieś w Rumunii, w okręgu Vaslui, w gminie Costești. W 2011 roku liczyła 114 mieszkańców.